# Liste der Universitäten in Tunesien
Dies ist eine Liste der Universitäten und Hochschulen in Tunesien.
Staatliche Universitäten
- Universität Ez-Zitouna
- Universität Gabès
- Universität Gafsa
- Universität Jendouba
- Universität Kairouan
- Universität Karthago
- Universität Manouba
- Universität Monastir
- Universität Sfax
- Universität Sousse
- Universität Tunis
- Universität Tunis El Manar

Staatliche Technische Hochschulen
- École nationale d’ingénieurs de Bizerte
- École nationale d’ingénieurs de Carthage
- École nationale d’ingénieurs de Gabès
- École nationale d’ingénieurs de Monastir
- École nationale d’ingénieurs de Sfax
- École nationale d’ingénieurs de Sousse
- Institut national des sciences appliquées et de technologie, Tunis

Privatuniversitäten
- Mahmoud El Materi Universität
- Université libre de Tunis
- Universität Tunis Karthago